# 비욘드 굿 앤 이블
《비욘드 굿 앤 이블》(Beyond Good & Evil)은 레이맨의 창시자인 미셸 앙셀이 디자인하고 유비소프트가 개발한 액션 어드벤처 게임으로, 주인공이자 여성 통신원인 제이드의 활약을 다루고 있다.

## 게임 방식
《비욘드 굿 앤 이블》은 잠입 게임 같은 여러 장르의 요소가 혼합된 액션 어드벤처 게임이다. 주인공 제이드는 전투 기술을 이용해 적과 싸울 수 있지만, 너무 많거나 강한 적은 마주치지 않게 숨어서 피할 수 있다. 하지만 그 적을 물리치고 나아가야 할 경우에는 친구들인 페이제이와 더블 H의 도움을 받을 수 있다. 둘은 인공 지능으로 움직이고 직접 제어할 수는 없지만, 플레이어가 행동에 대한 지시를 할 수는 있다.
통신원으로서 제이드는 카메라를 이용한다. 이 카메라는 대체로 돈을 벌기 위해 동물의 사진을 찍거나, 군사적 음모를 밝히기 위한 증거를 포착하기 위해 사용된다.
플레이어의 시작점인 주 도시는 음모를 밝혀내기 위해 반드시 찾아가야 할 여러 지역들로 접근할 수 있는 중추가 된다. 플레이어는 호버크래프트를 통해 힐리스의 세계 곳곳을 돌아다닐 수 있고, 이 호버크래프트는 경주나 다른 미니 게임에서 사용되기도 한다.
또한 "더 다크룸"이라 불리는 온라인 모드를 통해 등록된 플레이어의 점수를 입력할 수 있다. 점수는 찾은 진주의 수나, 찍은 사진의 수, 미니게임의 승리 여부나 플레이 시간 등의 여러 변수에 의해 매겨진다. 점수는 플랫폼에 상관없이 동일하게 매겨진다. 온라인에서 점수를 입력하면 온라인 미니게임을 통해 새로운 코드를 받을 수 있다. 이 코드로 미니게임을 개조할 수 있게 된다.

## 줄거리
힐리스 행성은 외계 생명체인 돔즈 군의 빈번한 공격을 받아, 힐리스 군 소속인 알파 섹션의 보호 하에 놓여 있다. 그러나 사실 알파 섹션은 돔즈의 공모자들이다.
한편, 주인공 제이드는 돔즈에게 잡혀간 부모를 대신해 어릴 적부터 그녀를 키워온 삼촌 페이제이와 살고 있다. 제이드는 힐리스 시민들 대부분처럼 알파 섹션이 그녀의 별을 지켜줄 것이라 믿고 있다. 제이드는 형편이 어려워지자 희귀 동물의 사진을 찍는 일을 맡게 된다. 그녀는 곧 그 일이 지하 언론인 모임인 IRIS 네트워크의 시험이었음을 알게 되고, 돔즈 전쟁 뒤에 숨은 진실을 밝히기 위해 그들과 합류하게 된다. 이 때부터 그녀는 샤우니라는 가명을 쓴다.

## 반응
이 게임은 비평가들에게는 칭찬을 받았지만, 발매 당시 《페르시아의 왕자: 시간의 모래》와 《톰 클랜시의 스프린터 셀》과의 경쟁과 함께 판매량에서는 실망스러운 결과를 보였다.그리하여 후속작의 제작은 보류된줄 알았으나 2008년 5월 28일 프랑스 파리에서 비욘드 굿 앤 이블2의 티저 트레일러가 공개되었다.

## 참조
1. ↑  “Beyond Good & Evil for Xbox Reviews”. 《Metacritic》. CBS Interactive. 2013년 1월 31일에 확인함.
2. ↑  “Beyond Good & Evil for GameCube Reviews”. 《Metacritic》. CBS Interactive. 2013년 1월 31일에 확인함.
3. ↑  “Beyond Good & Evil for PlayStation 2 Reviews”. 《Metacritic》. CBS Interactive. 2013년 1월 31일에 확인함.
4. ↑  “Beyond Good & Evil HD for Xbox 360 Reviews”. 《Metacritic》. CBS Interactive. 2013년 1월 31일에 확인함.
5. ↑  “Beyond Good & Evil HD for PlayStation 3 Reviews”. 《Metacritic》. CBS Interactive. 2013년 1월 31일에 확인함.
6. ↑  “Beyond Good & Evil for PC Reviews”. 《Metacritic》. CBS Interactive. 2013년 1월 31일에 확인함.
7. ↑  Gerstmann, Jeff (2003년 11월 25일). “Beyond Good & Evil Review (PC)”. 《GameSpot》. CBS Interactive. 2004년 3월 14일에 원본 문서에서 보존된 문서. 2009년 12월 16일에 확인함.
8. ↑  Gerstmann, Jeff (2003년 11월 13일). “Beyond Good & Evil Review (PS2)”. 《GameSpot》. CBS Interactive. 2004년 2월 18일에 원본 문서에서 보존된 문서. 2009년 12월 16일에 확인함.
9. ↑  Gerstmann, Jeff (2003년 11월 13일). “Beyond Good & Evil Review (Xbox)”. 《GameSpot》. CBS Interactive. 2004년 2월 4일에 원본 문서에서 보존된 문서. 2009년 12월 16일에 확인함.
10. ↑  Gerstmann, Jeff (2003년 12월 3일). “Beyond Good & Evil Review (GC)”. 《GameSpot》. CBS Interactive. 2004년 1월 14일에 원본 문서에서 보존된 문서. 2009년 12월 16일에 확인함.
11. ↑  Turner, Benjamin (2003년 12월 19일). “Beyond Good & Evil (PS2)”. 《GameSpy》. 1쪽. 2004년 6월 4일에 원본 문서에서 보존된 문서. 2010년 3월 20일에 확인함.
12. ↑  Rausch, Allen (2003년 12월 13일). “Beyond Good & Evil (PC)”. 《GameSpy》. 1쪽. 2004년 6월 4일에 원본 문서에서 보존된 문서. 2010년 3월 20일에 확인함.
13. ↑  Turner, Benjamin (2003년 12월 19일). “Beyond Good & Evil (Xbox)”. 《GameSpy》. 1쪽. 2004년 6월 3일에 원본 문서에서 보존된 문서. 2010년 3월 20일에 확인함.
14. ↑  Turner, Benjamin (2003년 12월 19일). “Beyond Good & Evil (GC)”. 《GameSpy》. 1쪽. 2004년 6월 3일에 원본 문서에서 보존된 문서. 2010년 3월 20일에 확인함.
15. ↑  Adams, David (2003년 11월 11일). “Beyond Good & Evil — PC review at IGN”. 《IGN》. Ziff Davis. 1쪽. 2004년 4월 11일에 원본 문서에서 보존된 문서. 2010년 3월 15일에 확인함.
16. ↑  Adams, David (2003년 11월 11일). “Beyond Good & Evil — PlayStation 2 review at IGN”. 《IGN》. 1쪽. 2004년 4월 16일에 원본 문서에서 보존된 문서. 2010년 3월 24일에 확인함.
17. ↑  Adams, David (2003년 11월 11일). “Beyond Good & Evil — Xbox review at IGN”. 《IGN》. 1쪽. 2004년 6월 3일에 원본 문서에서 보존된 문서. 2010년 3월 24일에 확인함.
18. ↑  Adams, David (2003년 11월 11일). “Beyond Good & Evil — GameCube review at IGN”. 《IGN》. 1쪽. 2004년 4월 3일에 원본 문서에서 보존된 문서. 2010년 3월 24일에 확인함.
19. ↑  Kolan, Patrick (2011년 3월 2일). “Beyond Good & Evil HD Review”. 《IGN》. 1쪽. 2013년 7월 26일에 원본 문서에서 보존된 문서. 2011년 4월 2일에 확인함.
20. ↑  Owen, Hughes (2006년 7월 30일). “Jaded beauty” (영어). 점프버튼 매거진. 2007년 7월 30일에 원본 문서에서 보존된 문서. 2007년 8월 17일에 확인함.